# Печерские Выселки
 Печерские Выселки — село в Сызранском районе Самарской области в составе сельского поселения Усинское. 

## География
Находится на правом берегу Усинского залива Куйбышевского водохранилища на расстоянии примерно 20 километров по прямой на восток-северо-восток от северо-восточной границы районного центра города Сызрань.

## История
Основано выходцами из близлежащего села Печерское.

## Население
Постоянное население составляло 301 человек в 2002 году (русские 87%) ,  348 в 2010 году.